# Dorothée Olliéric
Dorothée Olliéric est une journaliste et grand reporter française, née le 17 novembre 1966.

## Biographie

### Formation et carrière
Dorothée Olliéric obtient une licence de langues étrangères appliquées (espagnol) à l'université de Nantes. Durant ses études, elle découvre le fonctionnement de Presse Océan. En 1986, munie d'une simple carte de correspondant de presse, elle part au Chili et décroche l’une des dernières interviews du général Pinochet.
En 1990, elle suit un cursus en journalisme et sort diplômée de l’Institut pratique du journalisme (IPJ) de Paris,. La même année, elle obtient un stage d’un mois sur la chaîne France 2,. De 1990 à 1992, elle intègre le service informations générales de la chaîne et travaille au journal du soir de France 2 et pour l'émission Télématin.
En 1992, à 25 ans, elle intègre le service politique étrangère de France 2. Elle fait des commentaires sur des images, jusqu’au jour où elle part au Cambodge pour la relève des Casques bleus,.
Elle sillonne ensuite les pays en guerre en tant que correspondant de guerre pour la chaine. Elle couvrira dix-sept ans durant tous les conflits majeurs (Cambodge, Angola, Algérie, Bosnie, Tchétchénie, Rwanda, Afghanistan, Kosovo, Congo),, sauf l'Irak en 2003, « pour cause de maternité ».
De 2002 à 2005, elle est chef adjointe du service politique étrangère de France 2.
Dans le cadre de ses fonctions de grand reporter, ses pires cauchemars sont liés au Rwanda : « (...) il y avait des milliers de cadavres, découpés en morceaux… ». En 2014, elle confie dans une interview : « Dans certains pays, la tournure devient effrayante. Voici encore dix ans, les seuls dangers que nous courrions étaient les risques de guerre. Puis, il y a eu les kidnappings. Maintenant, on est passé à la décapitation ». Elle avoue aussi dans la même interview avoir eu peur lors d'un reportage au Caire, le 17 août 2013, après que son équipe et elle se sont fait molester par des manifestants et exfiltrer par les militaires, subissant ensuite un simulacre d’exécution de la part de membres des services secrets égyptiens. Elle avoue cependant : « Je n’aime pas la guerre, mais les pays en guerre. Parce que tout y est plus intense. C’est vrai, je ne suis pas toujours raisonnable. Sinon, il ne faut pas choisir ce métier ».

### Vie privée
Dorothée Olliéric vit en couple avec l'homme de média et chroniqueur de télévision Philippe Vandel, avec qui elle a deux enfants, Castille et Félix.
Elle dit être « bien dans [ses] deux vies, celle à la guerre et celle en famille », tout en reconnaissant que « le retour de reportage ne se fait pas toujours sans douleur ». Ainsi, en 2012, elle promet à ses enfants de ne pas se rendre en reportage en Syrie après la mort du journaliste Gilles Jacquier, tué le 11 janvier 2012 à Homs, et dont elle était une amie proche ainsi que sa famille.

## Publication
- Marie-José Brunel et Dorothée Olliéric, S'immoler à vingt ans, une infirmière française en Afghanistan témoigne, éditions Grasset & Fasquelle, 2007, 306 p.  (ISBN 2246712718)  (EAN 9782246712718) (poche – J’ai Lu, 2009) [présentation en ligne]
- Vie et mort d'un soldat d'élite Maxime Blasco (Éditions du Rocher, 2022,  (ISBN 978-2-268-10780-6))
- Maman s'en va-t-en guerre (Editions du Rocher, 2024)